# Ajaccio Napoleon Bonaparte repülőtér
Az Ajaccio Napoleon Bonaparte repülőtér (IATA: AJA, ICAO: LFKJ) egy nemzetközi repülőtér Franciaországban, Ajaccio közelében.  Éves utasforgalma 1 662 931 fő (2022).

## Légitársaságok és úticélok
| Légitársaság                  | Célállomások                                                                                                   |
| ----------------------------- | --- |
| Air Corsica                   | Lyon, Marseille, Nizza, Párizs–Orly, Toulouse Szezonális: Charleroi, Clermont-Ferrand, London–Stansted, Toulon |
| Air France                    | Párizs–Orly Szezonális: Paris–Charles de Gaulle                                                                |
| Air France Hop                | Szezonális: Brive, Caen, Castres, Châteauroux, Lyon, Nantes, Poitiers                                          |
| Brüsszel Airlines             | Szezonális: Brüsszel                                                                                           |
| Chalair Aviation              | Szezonális: La Rochelle, Limoges, Perpignan, Poitiers                                                          |
| easyJet                       | Szezonális: Bordeaux, London–Gatwick, Lyon, Párizs–Charles de Gaulle                                           |
| easyJet Switzerland           | Szezonális: Basel/Mulhouse, Genf                                                                               |
| Luxair                        | Szezonális: Luxembourg                                                                                         |
| Norwegian                     | Szezonális: Oslo–Gardermoen                                                                                    |
| Smartwings                    | Szezonális: Prága                                                                                              |
| Swiss International Air Lines | Szezonális: Genf                                                                                               |
| Transavia                     | Szezonális: Amszterdam                                                                                         |
| TUI fly Belgium               | Szezonális: Brüsszel                                                                                           |
| Volotea                       | Szezonális: Bordeaux, Brest, Caen, Lille, Lyon, Montpellier, Nantes, Rennes, Strasbourg, Toulouse              |

## Futópályák
A repülőtér futópályái:
- 02/20 (2407 m, 45 m, cement)

## Forgalom
Az utasforgalom az elmúlt években az alábbi módon változott:
| Utasok száma | 604 000 | 724 000 | 834 000 | 821 000 | 1 066 395 | 977 000 | 1 085 002 | 1 341 608 | 1 673 308 | 1 662 931 |
|              | 1980    | 1987    | 1992    | 1996    | 2000      | 2005    | 2009      | 2013      | 2018      | 2022      |